# Jesús Ros Piles
Jesús Ros Piles (Torrente, 25 de febrero de 1954) es un político español del PSPV-PSOE, diputado en las Cortes Valencianas en la V, VI y VII legislaturas y alcalde de Torrente entre 1987 y 2004 y desde 2015 hasta 2023.

## Biografía
Jesús Ros Piles nació en 1954, en la histórica calle de los Santos Patronos (“carrer del Ganao”), en el seno de una familia dedicada a las labores agrícolas. Está casado y tiene dos hijos.
Siendo muy joven inicia su vida laboral en la Caja de Ahorros de Torrente donde, pasando por todos los niveles, consigue las jefaturas de las Oficinas de Godelleta y de Chirivella.
En sus inicios fue militante de la Unió Democràtica del País Valencià hasta el año 1977.  Militante a partir de aquel momento del PSPV-PSOE, en cuya candidatura fue elegido concejal del Ayuntamiento de Torrente en las elecciones municipales de 1983 y a continuación elegido Diputado de Cultura en la Diputación Provincial de Valencia; en las elecciones municipales de 1987 es elegido cargo que ocupa hasta 2004 para dar paso a su compañero Josep Bresó, Teniente de Alcalde hasta aquel momento. Además de su carrera en la política local fue elegido diputado en las Cortes Valencianas, durante este periodo presidió la Comisión de Economía, Presupuestos y Hacienda (1999-2011)
Ha trabajado como administrativo de banca en la Caja de Ahorros del Mediterráneo (CAM) y ha sido consejero de Caixa Rural de Torrent.

### Concejal y diputado provincial
En 1983, como componente de la candidatura del PSOE, en Torrente es elegido Concejal y es nombrado Diputado de Cultura en la Diputación Provincial de Valencia

### Alcalde de Torrent
En 1987 encabeza la candidatura al Ayuntamiento y es elegido Alcalde con mayoría absoluta, Alcaldía que revalidará en 1991, en 1995, en 1999 y en 2003, legislatura en la que dará paso a una nueva etapa en el Ayuntamiento.

### Diputado en las Cortes Valencianas
En 1999 y, paralelamente al cargo institucional de Alcalde de Torrente, forma parte de la Candidatura a las Cortes Valencianas y es elegido Diputado, asumiendo la presidencia de la Comisión de Economía, Presupuestos y Hacienda. En las Cortes Valencianas es reelegido hasta 2011, completando tres intensos mandatos.

### Alcalde de Torrent
Jesús Ros abandona en 2011 la política activa y se reintegra en su puesto de trabajo de la Caja de Ahorros del Mediterráneo (integrada en Banco Sabadell) donde forma parte de un ERE (Expediente de regulación de empleo) y por lo tanto ingresa en las filas del paro. 
En 2014 se presenta a unas primarias internas en la Agrupación Socialista de Torrente donde es elegido como Candidato a la Alcaldía en las Elecciones municipales de 2015 en Valencia, en las que la lista del PSOE alcanzó la segunda posición en votos. Tras un pacto con Compromís y Guanyant Torrent fue investido alcalde el 13 de junio de 2015.
En 2019, el presidente del Gobierno Pedro Sánchez convocó Elecciones Municipales para el 26 de mayo del mismo año. La lista del PSOE, encabezada por Jesús Ros -usaba los eslóganes "Jesús Ros Alcalde" y "Con Jesús Ros"-, obtuvo en los comicios 11 ediles, quedando a uno de alcanzar la mayoría absoluta.
El 15 de junio de 2019 fue investido alcalde de Torrente con los apoyos de Compromís.